# Creu de Sant Elm
La Creu de Sant Elm és una creu de terme eclèctica del municipi de Sant Feliu de Guíxols (Baix Empordà), situada al costat de la carretera que va a l'ermita de Sant Elm, prop del cim. Està inclosa en l'Inventari del Patrimoni Arquitectònic de Catalunya.

## Descripció

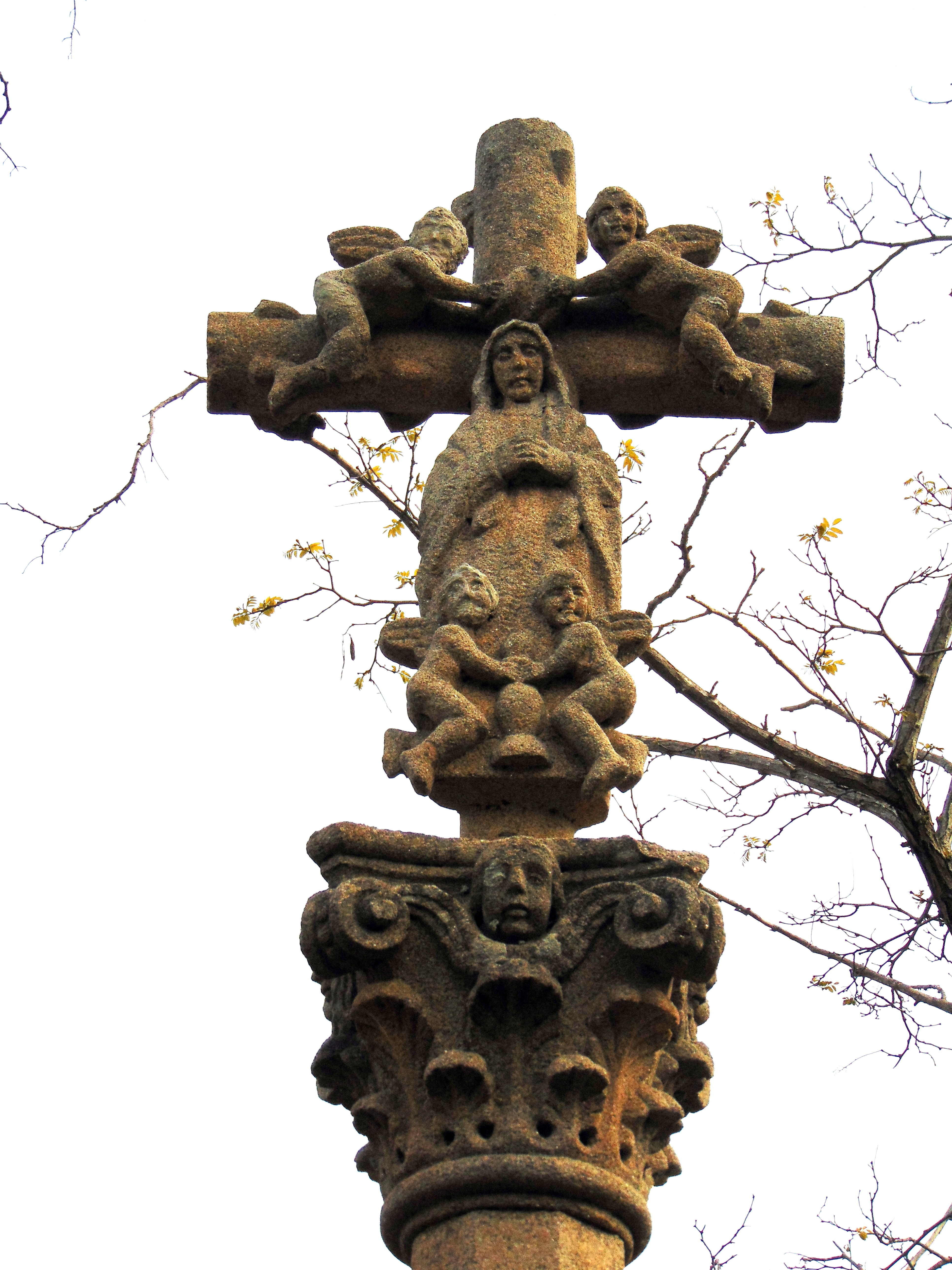
Detall

Conjunt escultòric que consta de basament, columna i creu, amb una alçada total de 4,4 metres. El basament és de planta quadrangular i secció motllurada que li configura un perfil d'aspecte sinuós. La columna arrenca amb base quadrada i es transforma amb octogonal. Està decorada amb elements escultòrics com la representació d'Adam i Eva al paradís en l'escena de la temptació, ja que també és representada la serp, a la part baixa de la columna, mentre que a la part central, trobem un personatge bíblic, dempeus damunt una peanya. Al costat oposat d'aquestes figures, n'hi ha una altra que presenta un monjo amb el Nen Jesús als braços. La columna és rematada per un capitell de tipus corinti, amb volutes als extrems i un caparró alat en cadascuna de les cares. Una creu molt treballada corona tot el conjunt. Els braços són de secció circular. A l'anvers hi ha la representació de Crist crucificat amb una petita figureta al seu costat que amb un calze recull la sang que li brolla de la ferida. Al revers, ocupa la part central, la Verge, envoltada de quatre àngels: dos superiors que la coronen i dos inferiors que sostenen un objecte.

## Història
En la sessió municipal de 26/09/1958, es comenta que en el transcurs de la festa del proper 12 d'octubre s'havien d'inaugurar les noves vidrieres de l'ermita de st. Elm i la benedicció de la creu monumental. En tot cas consta que va ser beneïda durant el IV aplec de la Verge del Bon Viatge (1958). No se sap l'autoria de la creu tot i que se suposa d'autor gallec, ja que el sr. Cros la comprà directament a Galícia per la quantitat de set mil pessetes.